# Whiteochloa
Whiteochloa is een geslacht uit de grassenfamilie (Poaceae). De soorten van dit geslacht komen voor in Australazië.

## Soorten
Van het geslacht zijn de volgende soorten bekend: 
- Whiteochloa airoides
- Whiteochloa biciliata
- Whiteochloa capillipes
- Whiteochloa cymbiformis
- Whiteochloa multiciliata
- Whiteochloa semitonsa